# Поповка (Чарозерское сельское поселение)
Поповка — деревня в Кирилловском районе Вологодской области.
Входит в состав Чарозерского сельского поселения, с точки зрения административно-территориального деления — в Печенгский сельсовет.
Расстояние до районного центра Кириллова по автодороге — 112,6 км.
По данным переписи в 2002 году постоянного населения не было.